# Silvan Dillier
Silvan Dillier (født 3. august 1990 i Baden) er en cykelrytter fra Schweiz, der er på kontrakt hos Alpecin-Deceuninck.